# Bartolomeo Veneto
Bartolomeo Veneto, auch Bartolomeo da Venezia (* wahrscheinlich um 1480; erste Erwähnung 9. April 1502; letzte Erwähnung 1530), war ein italienischer Maler der Hochrenaissance.

## Leben
Bartolomeo Veneto war vorwiegend im Veneto und in der Lombardei tätig. Über seine Herkunft kann man nur mutmaßen. Auf seinem frühesten bekannten, am 9. April 1502 datierten Bild, eine Maria mit dem Kinde, bezeichnete er sich selbst bartolamio mezo venezian e mezo cremonexe, also halb als Venezianer und halb als Cremoneser. Dies legt nahe, dass er eventuell aus dem cremonesischen Raum stammen könnte. Es gibt allerdings auch Vermutungen, dass er in Wirklichkeit aus dem bergamaskischen Raum kam oder dort sein Handwerk als Porträtist erlernte. Grund für diese Annahme ist der Umstand, dass Bartolomeo Veneto außergewöhnlich viele dekorative Porträts von hoher Qualität geschaffen hat, eine Kunstrichtung, in der gerade Künstler aus Bergamo hervorragendes geschaffen hatten.
Die frühesten erhaltenen Bilder Bartolomeos sind allerdings überwiegend religiösen Charakters und zeigen unverkennbar den Einfluss der venezianischen Schule. Früh geriet er unter den Einfluss von Giovanni Bellini, dessen Bildaufbauschemen er übernahm und dessen Kompositionen er teilweise nachmalte. Auf einer Madonnentafel von 1509 bezeichnet er sich selber als Schüler des Gentile Bellini. So wurden auch einige seiner Frühwerke lange Zeit als eigenhändige Werke der Bellini-Brüder angesehen. Neben den Bellini ließ er sich aber auch von Antonello da Messina inspirieren. Ebenso haben ihn nordische Künstler, insbesondere Albrecht Dürer und Lucas van Leyden, nachhaltig beeinflusst.
Vermutlich gehörte Bartolomeo zu jener Gruppe venezianischer Künstler, wie z. B. Jacopo de’ Barbari, Marco Marziale und Benedetto Diana, die die von Dürer nach Venedig gebrachten Neuerungen begeistert aufnahmen und in ihren Werken umsetzten. Trotz all dieser Einflüsse fällt auf, dass Bartolomeo in einigen Dingen auch an längst überholten Auffassungen festhielt. So erinnert die Härte der von ihm gemalten Konturen sehr an den Stil des Alvise Vivarini. Erst später, nach einem Aufenthalt in Ferrara und Mailand, übernahm er die weichen, runden Übergänge der lombardischen Malerei und näherte sich damit vor allem Leonardo da Vinci an.
Bartolomeo Veneto muss, besonders als Porträtist, einen ausgezeichneten überregionalen Ruf genossen haben, denn er wurde mit zahlreichen Aufträgen dieser Art bedacht. Einige besonders enge Kontakte scheinen zu Ferrara bestanden zu haben, denn er erhielt 1516 unter anderem den Auftrag, für den San Antonio-Konvent in Polesine bei Ferrara das heute verlorene Porträt des San Contardo d’Este zu malen. Später folgte ein Bildnis der Klostergründerin Beata Beatrice d’Este. Aus diesem Grund stellte Venturi 1899 die These auf, Bartolomeo Veneto sei mit dem gleichnamigen, zwischen 1505 und 1508 am Hof der Lucrezia Borgia nachgewiesenen Maler identisch. Doch diese Vermutung gilt inzwischen als überholt, da man mittlerweile ein Dokument aufgefunden hat, das diesen bereits für das Jahr 1473 erwähnt, so dass er um einiges älter war als der hier besprochene Bartolomeo.
Neben den Aufenthalten in Ferrara und Mailand weilte Bartolomeo auch noch in anderen kulturellen Hochburgen Italiens. Insbesondere im Raum von Padua scheint er sich, wie verschiedene Werke belegen, für längere Zeit aufgehalten zu haben. Dabei wird deutlich, dass sich Bartolomeo immer weiter von der venezianischen Kunstauffassung entfernte. Während in den ersten Jahren seiner Abwesenheit aus Venedig die nordischen Einflüsse in seinen Bildern überwiegen, sind es später die der Leonardo-Schule. Insbesondere Giovanni Antonio Boltraffio und Bernardino Luini scheinen ihn stark beeinflusst zu haben. Vermutlich durch Francesco Francia wurde er auch mit dem Schaffen Raffaels vertraut gemacht.
Dennoch scheinen seine Kontakte nach Venedig nicht gänzlich abgebrochen zu sein, denn in den späten Werken findet man auch Anklänge an die Werke von Giorgione, Tizian und Lorenzo Lotto. In den letzten Lebensjahren zeigen sich auch Kenntnisse der Malerei aus Brescia, insbesondere von Moretto da Brescia und Giovanni Savoldo. Bartolomeo begann verstärkt mit Licht und Schatten zu experimentieren.
Gegen 1530/1531 scheint er gestorben zu sein. Durch ein Dokument ist bekannt, dass 1531 ein Bartolomeo Veneto in Turin verstorben ist. Bisher lässt sich allerdings nicht belegen, ob es sich dabei um den hier besprochenen Maler handelt. Auf jeden Fall hat die piemontesische Schule keinerlei Bezugspunkte in seinen letzten Bildern hinterlassen.

## Wirken
Bartolomeo Veneto malte fast ausschließlich Porträts und religiöse Bilder. Wie kaum einem anderen Künstler seiner Zeit gelang es ihm, die Einflüsse der nordischen und der verschiedenen italienischen Schulen miteinander zu verbinden. Er zeichnet sich durch eine hohe Auffassung der Wirklichkeit und eine sorgfältige Detailtreue aus. Seine Porträts gehören mit ihren phantasievollen Kleidungen und Schmuckelementen zum Besten, was er gemalt hat.

## Ausgewählte Werke

### Gemälde
- Ajaccio, Musée Fesch
  - Maria mit dem Kinde. 1509

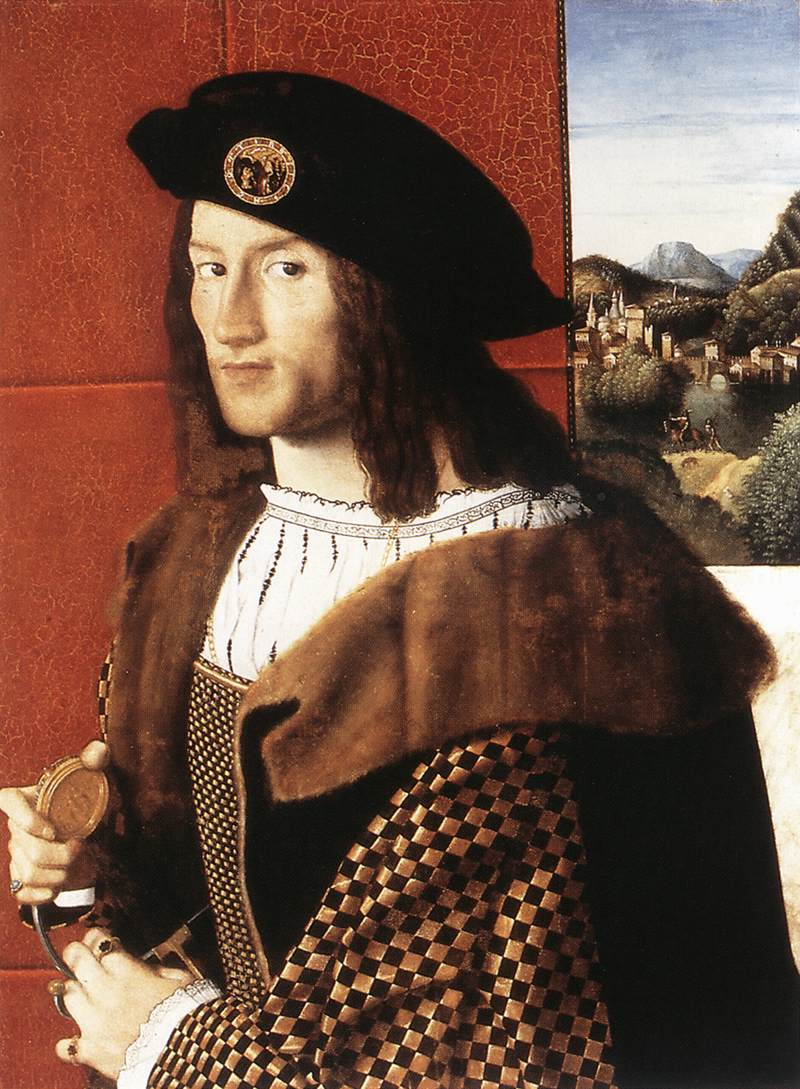
Bildnis eines Edelmanns (in Pilgertracht?)

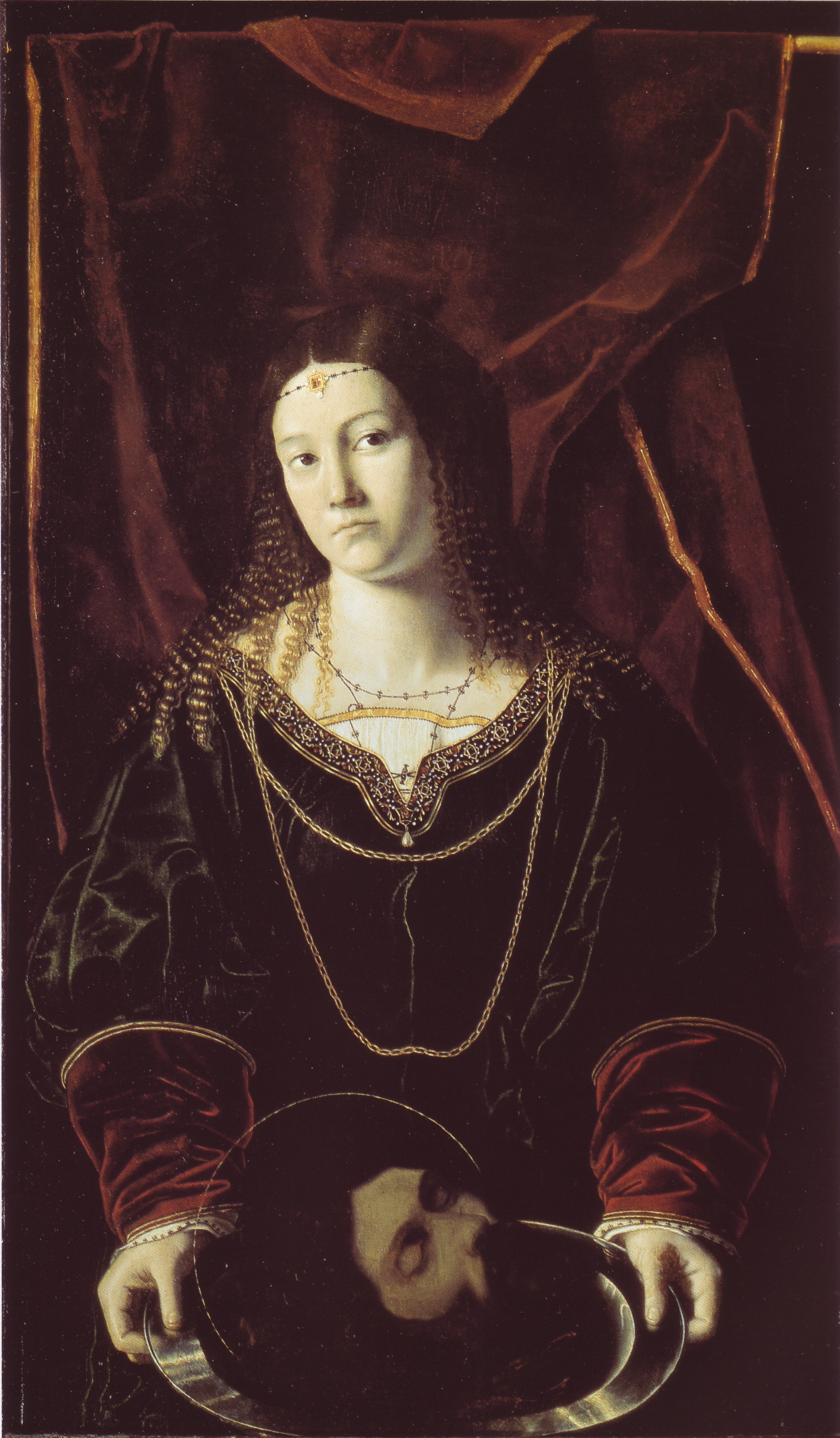
Salome mit dem Haupt Johannes des Täufers, um 1520

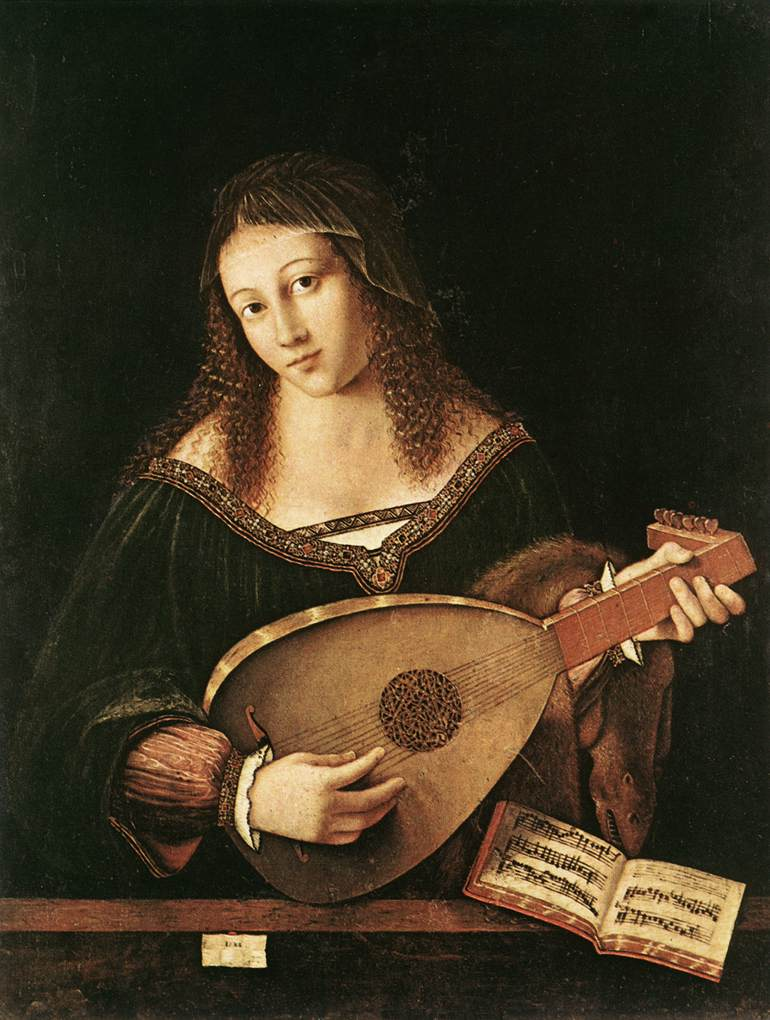
Die Lautenspielerin, um 1530

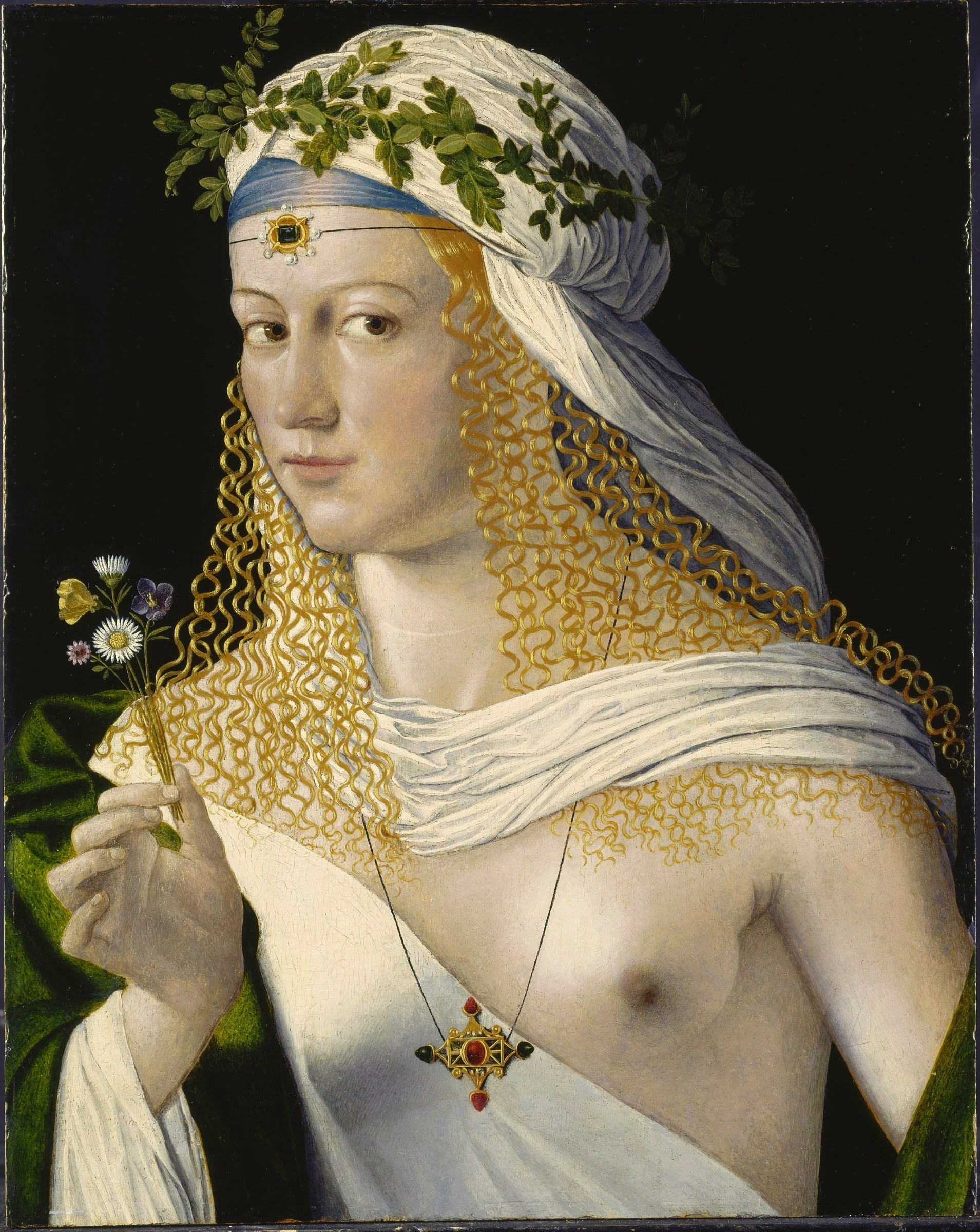
Flora, Idealbildnis einer Kurtisane, früher fälschlicherweise als Porträt Lucrezia Borgias angesehen

- Bergamo, Galleria dell’Accademia Carrara
  - Maria in der Landschaft. 1505
- Berlin, Gemäldegalerie
  - Maria mit dem Kinde. um 1515
- Boston, Museum of Fine Arts
  - Die heilige Katharina von Alexandrien.
- Brno, Morawska Galerie
  - Bildnis eines Edelmanns in Pilgertracht.
- Budapest, Szépmüvészeti Múzeum
  - Bildnis eines Mannes. um 1520/1530
- Cambridge, Fitzwilliam Museum
  - Bildnis eines Edelmanns in Pilgertracht.
- Cleveland, Cleveland Museum of Art
  - Bildnis eines jungen Mannes. um 1510–1520
- Detroit, Institute of Art
  - Bildnis eines Mannes.
- Dresden, Gemäldegalerie Alte Meister
  - Salome mit dem Haupt Johannes des Täufers. um 1520
- Florenz, Privatsammlung
  - Das Konzert. 1520
- Frankfurt am Main, Städelsches Kunstinstitut
  - Narziss. (war früher als Heilige Katharina übermalt)
  - Flora, Idealbildnis einer Kurtisane, früher fälschlicherweise als Porträt Lucrezia Borgias angesehen
- Glasgow, Art Gallery
  - Die heilige Katharina.
- Houston, Museum of Fine Arts
  - Bildnis eines Mannes. um 1512
- Houston, Sarah Campbell Blaffer Found
  - Bildnis einer Frau.
- London, National Gallery
  - Bildnis des Ludovico Martinengo. um 1546
  - Bildnis einer Frau.
- Los Angeles, J. Paul Getty Museum
  - Die Lautenspielerin. um 1530 (mit Werkstattbeteiligung)
- Madrid, Museo Thyssen-Bornemisza
  - Bildnis eines Mannes. um 1525 – 1530
- Mailand, Pinacoteca Ambrosiana
  - Maria mit dem Kinde und dem Johannesknaben. um 1520–1525
  - Bildnis des Bernardino da Lesmo.
- Mailand, Pinacoteca di Brera
  - Die Lautenspielerin. 1520
- Mailand, Pinacoteca del Castello Sforzesco
  - Bildnis des Alfonso Visconti. 1516
  - Bildnis der Antonia Gonzaga. 1516
- Mailand, Privatsammlung
  - Bildnis einer Jüdin oder Kurtisane mit Hammer.
- Mailand, Collezione Conte Venino
  - Bildnis eines Mannes. 1525
- München, Alte Pinakothek
  - Bildnis eines jungen Mannes.
- Ottawa, National Gallery of Canada
  - Bildnis einer Edelfrau.
- Paris, Musée National du Louvre
  - Die Beschneidung Christi. 1506
- Rom, Collezione Albertini
  - Maria mit dem Kinde (Madonna della pera).
- Rom, Galleria Nazionale d’Arte Antica
  - Bildnis eines Edelmannes. um 1520
- San Diego, Timken Art Gallery
  - Bildnis einer Frau. um 1530
- South Bend, The Snite Museum of Art
  - Bildnis der Beata Beatrice d’Este. um 1510
- Washington, National Gallery of Art
  - Bildnis eines Edelmannes. um 1520
- Verbleib unbekannt
  - Maria mit dem Kinde. 1502 (1959 bei Sotheby’s in London versteigert)
  - Bildnis eines Mannes. um 1520–1525 (am 27. Januar 2005 bei Sotheby’s in New York versteigert)
  - Bildnis eines Mannes. (ehemals Venedig, Coll. Cini)
  - Maria mit dem Kinde. (1985 bei Sotheby’s in London versteigert)
  - Maria mit dem Kinde und dem Johannesknaben. (ehemals Mailand, Coll. Bozzotti)
  - Bildnis einer Edelfrau. (ehemals Paris, Slg. Rothschild)

### Zeichnungen
- Wien, Graphische Sammlungen Albertina
  - Bildnis eines jungen Mannes. (zugeschrieben)